# Joan Vigó Arnau
Joan Vigó Arnau (El Poblenou, Barcelona, 1964) és narrador, poeta i rapsode català. En poesia és autor de Pastor d'antenes (2017), Cementiri d'avions (2018) i Saurí del nom (2022). Se l'ha inclòs dins del grup de poetes anomenats "generació Horiginal".
En narrativa és autor de Haiku a Brooklyn (2018), el protagonista de la qual, Antoni Russell, s'ha considerat que evoca la figura de Raymond Roussel i del personatge d'aquest a Locus Solus, Martial Canterel i de Vides potser (2021),"l'elogi fresc i descarat de la mecànica de la ficció, dels artificis de la imaginació, de la realitat vista com una màquina de fabricar literatura”. Va col·laborar amb diverses narracions a la revista Les Males Herbes.
El 2024 publica la novel·la Les platges del clatell, «es diria que una novel·la com Les platges del clatell no tracta de res més que d’ella mateixa, de la imatge contradictòria de la veritat, de la seva fondària poètica inexplicable i apassionada.»

## Obra
Poesia
- Pastor d'antenes, LaBreu Edicions (2017)
- Cementiri d'avions, AdiA Edicions (2018)
- Saurí del nom. LaBreu Edicions (2022)

Narrativa
- Haiku a Brooklyn, LaBreu Edicions (2018)
- Legio Patria Nostra, narració en el volum col·laboratiu Literatura de Proximitat (amb Elisenda Solsona, Jordi Nopca i Jaume C. Pons Alorda) publicat per LaBreu Edicions, Males Herbes, L’Altra Editorial i AdiA Edicions (2019).
- Vides potser, LaBreu Edicions (2021)
- La recompensa, relat publicat a Directa (núm. 530, setembre de 2021, p. 30) il·lustrat per Anna Gran.
- Les platges del clatell, LaBreu Edicions (2024)

## Premis i reconeixements
- 2021: Premi Nollegiu per Vides potser (LaBreu, 2021)
- 2025: Premi de la Crítica de narrativa catalana per Les platges del clatell (LaBreu, 2024)